# スティーヴ・スミス (ドラマー)

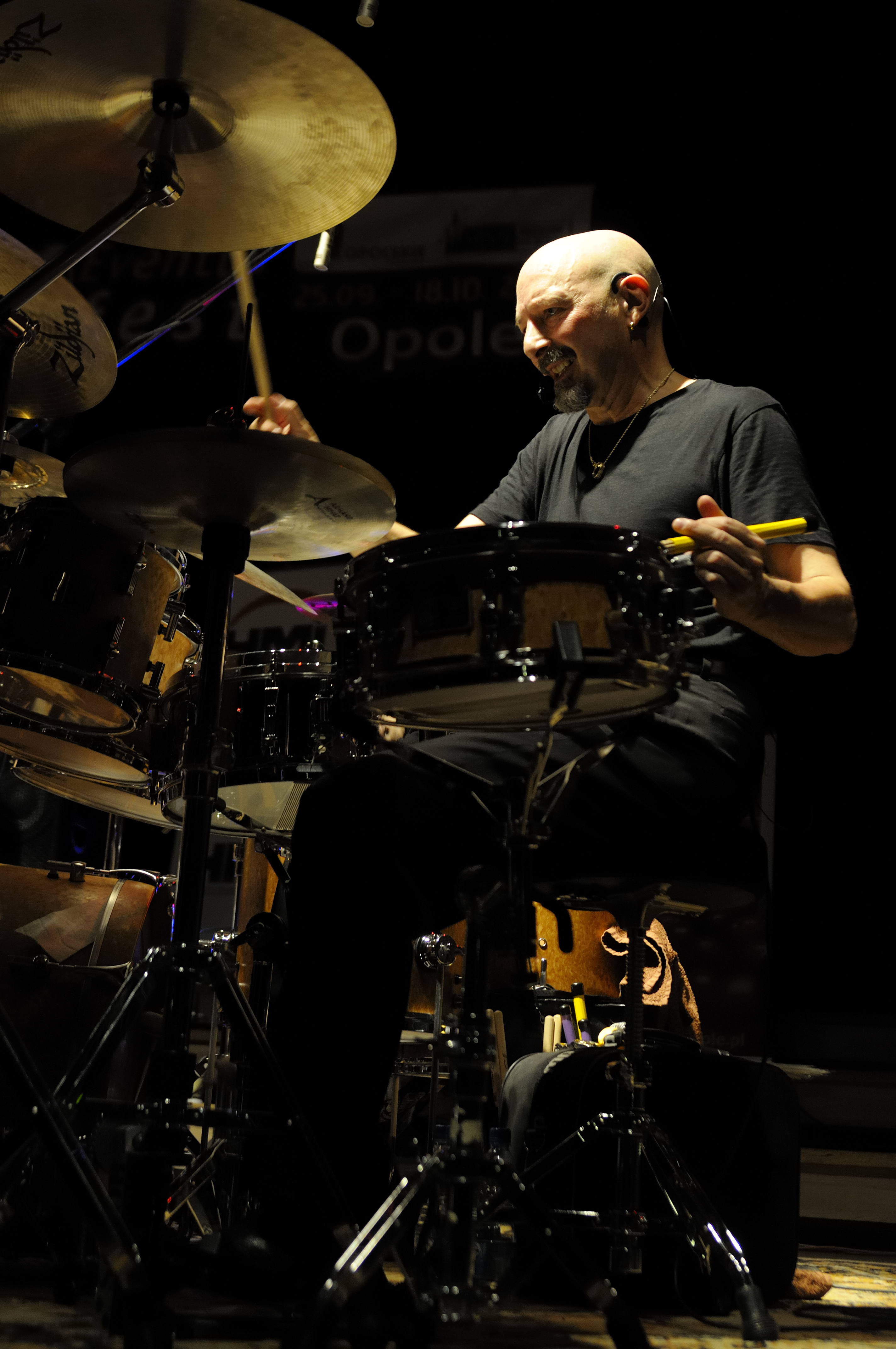
スティーヴ・スミス（2009年）

スティーヴ・スミス（Steve Smith、1954年8月21日 - ）は、アメリカ合衆国のジャズ・ミュージシャン、ロック・ミュージシャン、ドラマー。
1979年から1984年と1996年から1999年の間、米ロックバンド、ジャーニーに在籍したことで知られているほか、ジェフ・バーリン、マイク・スターンなど、様々なジャズ・ミュージャンが率いるバンドでも活動し、その他多くのジャズ・セッションにも積極的にゲスト参加している。2016年、事実上サポート・メンバーの扱いだが、ジャーニーでの活動を再開。2020年、バンド内の問題により同バンドのロス・ヴァロリーとともに、ニール・ショーンとジョナサン・ケインから解雇されている。
「ローリング・ストーン誌の選ぶ歴史上最も偉大な100人のドラマー」において30位。

## 来歴
マサチューセッツ州ブロックトン生まれ。少年時代の彼はビートルズやローリング・ストーンズらのロックにあまり興味がなく、ビッグバンド・ジャズを好んで聞いていたという。その後、レッド・ツェッペリンやディープ・パープルに刺激され、ロックもジャズとあわせて聞くようになった。バークリー音楽大学で一年間、アラン・ドーソンに師事する。ドーソンはトニー・ウィリアムスらを指導した人物で、スミスと同期の門下生のジャズ・ドラマーにヴィニー・カリウタ、ハーヴィー・メイソン、シンディ・ブラックマン、日本人の水野オサミらがいる。
19歳でプロになり、ジャズ・バンドで活躍するうちジャン＝リュック・ポンティ（ヴァイオリン）の前進的グループに参加。ロニー・モントローズのバンドや、オランダのプログレッシブ・ロック・バンドのフォーカスのアルバム『新しき伝説』（1978年）の制作に参加した後、1979年にエインズレー・ダンバーの後任としてジャーニーに参加して、絶頂期を支える。在籍中の1983年に友人のティム・ランダース（ベース）らとフュージョン・バンドのヴァイタル・インフォメーションを結成。1985年にヴァイタル・インフォメーションの活動に専念したいという意向と子供が生まれたというプライベートの事情からジャーニーを離れた後は、ジャズ、フュージョンのほかポップスでも活躍し、現在までにマライア・キャリーやブライアン・アダムス（『レックレス』収録の「Heaven」）、サヴェージ・ガーデン、アンドレア・ボチェッリらの録音にも参加している。
1991年には元ジャーニーのグレッグ・ローリー、ロス・ヴァロリーらとザ・ストームを結成（のちに脱退）。
自ら率いるヴァイタル・インフォメーションは、1986年に元サンタナのトム・コスター（キーボード、アコーディオン）を迎えるなど幾度かのメンバーチェンジを経ながら定期的に活動している。
近年では日本にはランディ・ブレッカーやステップス・アヘッド関連での来日が多い。
ジャーニーの活動再開後リリースしたアルバム『トライアル・バイ・ファイアー』リリース後に再びジャーニーを脱退して、それ以降はヴァイタル・インフォメーションを中心にジャズ/フュージョンに軸を置いた活動を行っていたが、2015年に解雇されたディーン・カストロノヴォの代役として2016年以降のツアーへの参加のオファーを受け、再びジャーニーにサポート・メンバーとして再加入。2020年3月3日にジャーニーのバンド名の独占権を得るために同バンドのロス・ヴァロリーとクーデターを試みたとされ、メンバーのニール・ショーン、ジョナサン・ケインに解雇を言い渡される。

## 使用機材
ジャーニー加入以前より、SONORのドラムを長年に渡って愛用している。SONORからは自身のシグネイチャーモデルであるスネアドラムが発売されている。ジャーニーとして初来日を果たした際には、楽器の調達の問題からか、ヤマハのドラムを使用したこともある。シンバルはジルジャン。スティックはVIC FIRTHから発売されている自身のモデルで、グリップはレギュラーグリップとマッチドグリップを併用している。ジャーニー脱退後はジャズへの回帰を強めているため、レギュラーグリップの使用頻度が高くなっている。

## ディスコグラフィ

### リーダー・アルバム
- Cause and Effect (1998年) ※with ラリー・コリエル、トム・コスター
- Steve Smith & Buddy's Buddies (1999年、Tone Center)
- Reimagined, Vol. 1: Jazz Standards (2003年、Bluejay)
- Very Live at Ronnie Scott's London, Set 1 (2003年、Tone Center)
- Very Live at Ronnie Scott's London, Set 2 (2003年、Tone Center)
- 『フラッシュポイント』 - Flashpoint (2005年、Tone Center)
- 『ラーガ・バップ・トリオ』 - Raga Bop Trio (2010年、Abstract Logix)
- Groove: Blue (2016年、Q-Rious) ※with トニー・モナコ、ヴィニー・ヴァレンティノ

### ジャーニー
- 『エヴォリューション』 - Evolution (1979年)
- 『ディパーチャー』 - Departure (1980年)
- 『夢、夢のあと』 - Dream, After Dream (1980年) ※サウンドトラック
- 『ライヴ・エナジー』 - Captured (1981年) ※ライブ
- 『エスケイプ』 - Escape (1981年)
- 『フロンティアーズ』 - Frontiers (1983年)
- 『Raised On Radio〜時を駆けて』 - Raised on Radio (1986年)
- 『トライアル・バイ・ファイアー』 - Trial by Fire (1996年)
- 『ライヴ・イン・ヒューストン〜1981年エスケイプ・ツアー』 - Live in Houston 1981: The Escape Tour (2005年) ※ライブ
- 『エスケイプ&フロンティアーズ再現〜ライヴ・イン・ジャパン2017』 - Escape & Frontiers Live in Japan (2019年) ※ライブ

### ヴァイタル・インフォメーション
- 『ヴァイタル・インフォメーション』 - Vital Information (1983年)
- 『オライオン』 - Orion (1984年)
- Global Beat (1987年)
- Fiafiaga (1988年)
- 『哀愁のヨーロッパ〜ライヴ』 - Vitalive! (1991年)
- Easier Done Than Said (1992年)
- Ray of Hope (1996年)
- 『ホエア・ウイ・カム・フロム』 - Where We Come From (1998年)
- 『ライヴ・アラウンド・ザ・ワールド〜ホエア・ウイ・カム・フロム・ツアー'98-'99』 - Live Around the World (2000年)
- Live from Mars (2001年)
- Show 'Em Where You Live (2002年)
- Come on In (2004年)
- Vitalization (2007年)
- 『ア・ライヴ・ヴァイタリゼーション・フォー・ジャパン』 - Live! One Great Night (2012年、BFM Jazz)
- Viewpoint (2015年、BFM Jazz)
- Heart of the City (2017年、BFM Jazz)[2]
- Time Flies (2023年、Drum Legacy)

### ステップス・アヘッド
- 『ライヴ・イン・トーキョー 1986』 - Live in Tokyo 1986 (1994年、NYC) ※ライブ
- 『ニューヨーク・シティ』 - N.Y.C. (1989年、Intuition)
- 『陰陽』 - Yin-Yang (1992年、NYC)
- 『ステッピン・アウト』 - Steppin' Out (2016年、Jazzline) ※2006年録音

### ヴァイタル・テック・トーンズ
- Vital Tech Tones (1998年、Tone Center)
- VTT2 (2000年、Tone Center)

### スティーヴ・スミス・ジャズ・レガシー
- Live on Tour, Vol. 1 (2008年)
- Live on Tour, Vol. 2 (2009年)

### プレイヤーズ
- 『プレイヤーズ・ライヴ』 - Players (1987年) ※with T・ラヴィッツ、ジェフ・バーリン、スコット・ヘンダーソン

### ザ・ストーム
- The Storm (1990年)

### 参加アルバム
ジェフ・バーリン
- 『チャンピオン』 - Champion (1985年)
- Crossroads (1998年)

フランク・ギャンバレ
- 『ア・プレゼント・フォー・ザ・フューチャー』 - A Present for the Future (1987年)
- 『ノート・ワーカー』 - Note Worker (1991年)
- Show Me What You Can Do (1998年) ※GHS（ギャンバレ、ハム、スミス）名義
- The Light Beyond (2000年) ※GHS名義
- 『GHS 3』 - GHS 3 (2002年) ※GHS名義

ヘンリー・カイザー & ワダダ・レオ・スミス
- Yo Miles!: Sky Garden (2004年)
- Yo Miles!: Upriver (2005年)
- Yo Miles!: Lightning (2010年)
- Yo Miles!: Shinjuku (2010年)

ニール・ショーン
- 『ヒア・トゥ・セイ』 - Here to Stay (1982年) ※with ヤン・ハマー
- 『レイト・ナイト』 - Late Nite (1989年)
- 『ビヨンド・ザ・サンダー』 - Beyond the Thunder (1995年)
- 『エレクトリック・ワールド』 - Electric World (1997年)
- 『ザ・コーリング』 - The Calling (2012年)
- 『ヴォルテックス』 - Vortex (2015年)

その他
- フォーカス : 『新しき伝説（英語版）』 - Focus con Proby (1977年)
- ジャン＝リュック・ポンティ : 『秘なる海』 - Enigmatic Ocean (1977年)
- ブライアン・アダムス : 『レックレス』 - Reckless (1984年) ※「Heaven」に参加
- トニー・マカパイン : 『エッジ・オブ・インサニティ』 - Edge of Insanity (1986年)
- リッチー・コッツェン : 『リッチー・コッツェン』 - Richie Kotzen (1989年)
- タートル・アイランド・ストリング・カルテット : 『メトロポリス』 - Metropolis (1989年)
- Y&T : 『テン』 - Ten (1990年)
- マライア・キャリー : 『エモーションズ』 - Emotions (1991年)
- マイケル・マンリング : Thonk (1994年)
- ズッケロ : 『ストレイ・キャット・イン・マイ・ドッグ・シティ』 - Spirito DiVino (1995年)
- エリサ : Pipes & Flowers (1997年)
- ジェリー・グッドマン、ハワード・レヴィ&オテイル・バーブリッジ : The Stranger's Hand (1999年)
- ケヴィン・コイン : Room Full of Fools (2000年)
- ラリー・コリエル : Count's Jam Band Reunion (2001年)
- トニー・マカパイン : 『クロマティシティー』 - Chromaticity (2001年)
- アンドレア・ボチェッリ : Andrea (2004年)[3]